# وایشناوی ماهنات
وایشناوی ماهنات (به انگلیسی: Vaishnavi Mahant) (زاده ۹ سپتامبر ۱۹۷۴) بازیگر هندی است.
از فیلم‌هایی که وی در آن نقش داشته است می‌توان به عشق به بمبئی و ویرانه اشاره کرد.